# Cérans-Foulletourte
Cérans-Foulletourte is een gemeente in het Franse departement Sarthe (regio Pays de la Loire). De plaats maakt deel uit van het arrondissement La Flèche. Cérans-Foulletourte telde op 1 januari 2022 3.365 inwoners.

## Geografie
De oppervlakte van Cérans-Foulletourte bedroeg op 1 januari 2022 32,52 vierkante kilometer; de bevolkingsdichtheid was toen 103,5 inwoners per km².

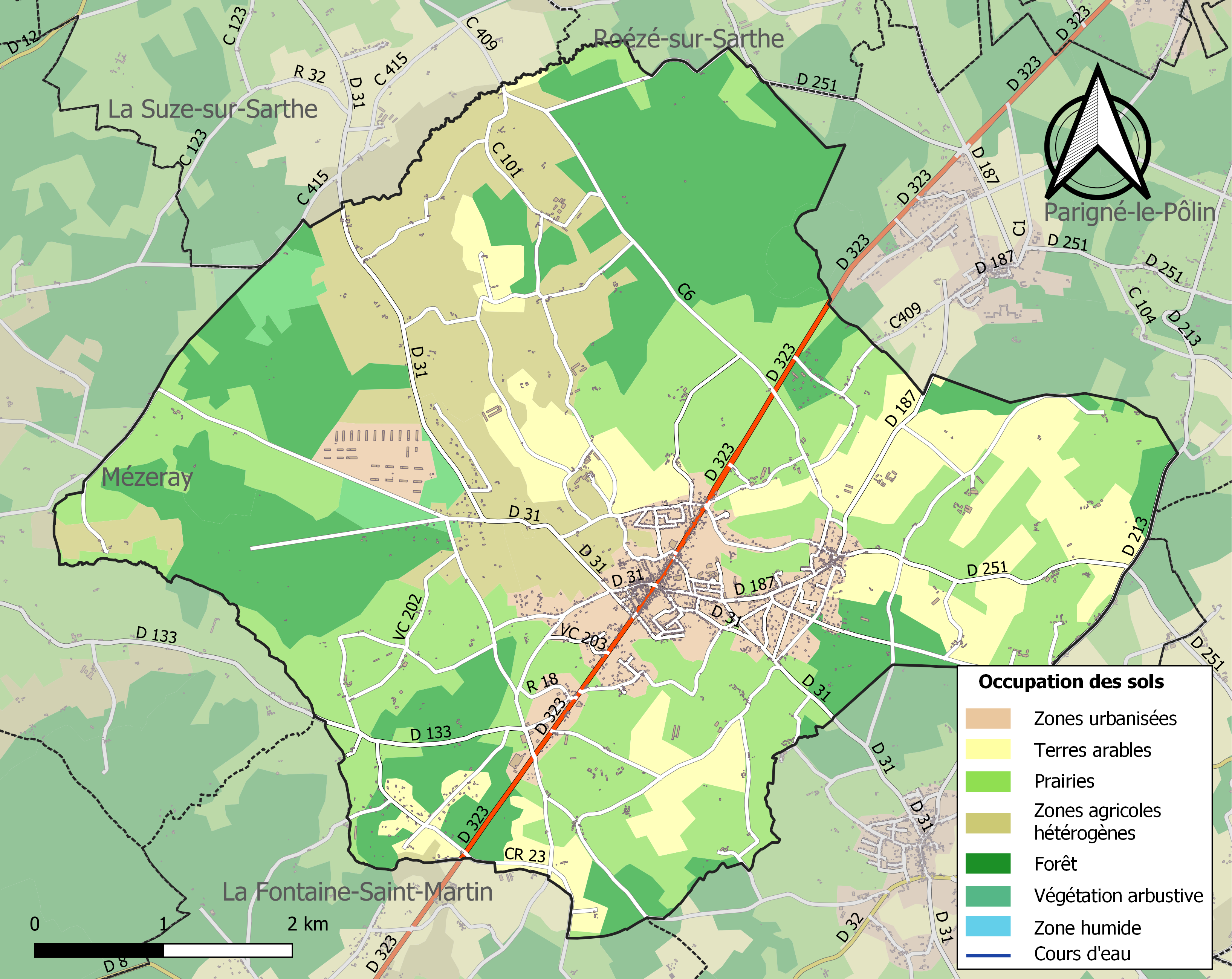
Kaart van de gemeente met de belangrijkste infrastructuur, bodemgebruik en omliggende gemeenten

## Demografie
Onderstaande figuur toont het verloop van het inwonertal (bron: INSEE-tellingen).

## Geboren
- Pierre Belon (1517-1564), apotheker, arts en natuuronderzoeker